# Arroyo Canelón Grande
O Arroyo Canelón Grande é um curso fluvial uruguaio que atravessa o departamento de Canelones.
Nasce na Chuchilla Grande, junto da localidade de San Bautista, e desemboca no rio Santa Lucía, na localidade de Aguas Corrientes. Percorre ao redor de 35 km.
A represa-ponte de Canelón Grande foi inaugurada em 1955. Sobre ela passa a rota 5, à altura do km. 54, o embalse do arroio tem o fim de cumprir com o abastecimento de água potável à Zona metropolitana de Montevidéu. Como dever secundário cumpre com fornecimentos para irrigação em área rurais ao redor. Durante a Seca no Uruguai de 2022-2023, o volume da represa viu-se reduzido, chegando a atingir mínimos históricos.